# Семвайз Ґемджі
Семвайз Грунич (англ. Samwise Gamgee, варіанти перекладу: Семвайз Грунич, Семвайз Правоніг, Семвайз Ґемджі, в побуті — Сем (англ. Sam)) — у легендаріумі Дж. Р. Р. Толкіна гобіт, один з ключових персонажів роману «Володар перснів», вірний друг та супутник Фродо Торбина. Прототипами персонажа послужили солдати британської армії часів Першої світової війни, в якій Толкін брав участь.
За сюжетом роману Семвайз Грунич, садівник Фродо Торбина, супроводжує його в поході з метою знищення Єдиного Персня, який Фродо отримав у спадок від свого дядька Більбо Торбина. Толкін називає Сема Грунича головним героєм роману, і велика частина подорожі гобітів через Ітілієн і Мордор описана саме з його точки зору. Сем також є одним з авторів Червоної книги Західного Узграниччя, яка за авторським задумом грає роль основного джерела історії Середзем'я.

## Біографія
Семвайз Грунич вперше з'являється в «Братстві Персня». Народився 6 квітня ТЕ 2980 р. (ЛШ 1380 р.). Він був садівником Фродо Торбина, успадкувавши цю посаду від свого батька, Гемфаста Грунича, відомішого як Батечко. В період Війни Персня, Груничі жили на самому Пагорбі, в домі під номером 3 на Торбиновому Узвозі, якраз під Торбиним Кутом.
У «покарання» за те, що Сем підслуховував розмову Ґандальфа з Фродо про Перстень Влади, Сем став супутником Фродо в його подорожі в Рівенділ. Їх супроводжували Меріадок Брендіцап і Переґрін Тук, двоюрідні брати Фродо. У трактирі «Брикливий поні» їх запропонував провести до Рівендолу слідопит Араґорн, якому Сем не довіряв аж до зустрічі з ельфом Ґлорфінделом. У Рівендолі, де відбулася рада у Ельронда, Сем увійшов до Братства Персня.
Коли Братство розпалося біля водоспаду Раурос, Сем умовив Фродо взяти його з собою в Мордор. Оскільки Фродо дедалі більше слабшав під тягарем Персня, Сем ніс на собі більшу частину речей, готував їжу, стояв на варті і розподіляв їжу таким чином, щоб Фродо мав досить сил для продовження шляху. Він захищав Фродо і дбав про нього, коли гобіти йшли через небезпечні землі, підходячи все ближче до Мордору. Сем не довіряв Ґолуму, який став їхнім провідником в Мордор.
Після того, як Шелоб, гігантська павучиха, на думку Сема, вбила Фродо, Сем кинувся на неї з мечем, поранив і примусив відступити. Коли на місці сутички з'явився загін орків, Сем був змушений покинути, як він думав, мертвого пана і взяти з собою Перстень (таким чином ненадовго ставши його Хранителем). Під впливом Персня він на якусь мить піддався спокусі, однак, зрештою, зміг встояти від бажання володіти каблучкою.
Підслухавши розмову орків, Сем зрозумів, що Фродо хоч і паралізований, однак живий. Вірний своєму другу, він прокрався в Кіріт-Унґол і став свідком сутички морґульських орків з мордовськими за мітрилову кольчугу Фродо. Своєю тінню з оголеним мечем він налякав орка на ім'я Снаґа і потім відрубав йому руку з батогом, яким він бив Фродо.
Так, Сем визволив Фродо з полону і вони продовжили свою подорож до Ородруїну. Останню частину шляху, найважчу для Фродо, Сем ніс його на своїх плечах. У Проваллі Фатуму Ґолум напав на Фродо і забрав у нього Перстень, відкусивши гобіту пальця. В пориві ейфорії істота спіткнулася та провалилася у розколину з лавою. Єдиний Перстень було знищено.
Після повернення гобітів додому і Битви біля Поріччя, Сем пройшов по всьому Ширу, наново саджаючи дерева, зрубані в ході короткого панування Сарумана. Він використовував силу подарованого йому Володаркою Ґаладріель пилу, який змушував саджанці рости набагато швидше, ніж звичайно.
Невелику кількість пилу, що залишився Сем розвіяв біля Тричвертного Каменя і цим викликав період бурхливого зростання рослин Ширу, що почався навесні 1420 року Л. Ш. Однак самим великим дивом стало молоде дерево маллорн, яке виросло на Святкової галявині, «єдиний мелорн на захід від Гір і на схід від Моря» (горіх, плід маллорна, також входив у дар Ґаладріелі Сему).
Після Війни Кільця Сем одружився з Ружею Домосіл і переїхав у Торбин Куті, де жив разом з Фродо. У Сема і Ружи було тринадцятеро дітей: Еланор, Фродо, Ружа, Мері, Піпін, Вербозоля, Гемфаст, Стокротка, Первоцвіта, Більбо, Рубіна, Робін і Тольман. Сем обирався мером Ширу сім разів поспіль, по сім років і протягом цього часу став знаний як Семвайз Садівник.
Після народження першої дитини Сема і Ружи стало відомо, що Фродо залишає Середзем'я разом з Більбо, Ґандальфом і рештою Високих ельфів (лісові ельфи на той момент залишалися в Середзем'я), вирушаючи в Безсмертні Землі. Фродо перед відплиттям віддав Торбин Кут Сему, а також доручив йому закінчити Червону книгу Західного Узграниччя.
Після смерті дружини в ЧЕ 62 році (1482 р Л. Ш.) Сем віддав Червону Книгу Еланор і покинув Шир у віці 102 років. Більше в Середзем'ї його не бачили, а Еланор та її нащадки зробили запис в Книзі, де говорилося про те, що він пішов в Сірі Гавані і поплив на Захід. Йому, як останньому з Хранителів Персня, було подароване право перетнути Велике Море і возз'єднатися з Фродо в Безсмертних Землях.

## Особисті якості
На початку оповідання Сем, як типовий гобіт, ніколи не йде далеко від свого будинку. Незвичайним для гобітів було те, що Семвайз любив слухати легенди і розповіді Більбо Торбина про минулі часи. У цих історіях Сема найбільше цікавили ельфи, і він сподівався одного разу побачити їх. Більбо також навчив його грамоти. У Сема були поетичні здібності, що видно з випадку в Лотлоріен, коли він завершив пісню, написану Фродо про Ґандальфа. Толкін надає особливого значення «простенького „сільського“ кохання» Сема до Рози, яке «абсолютно необхідна для осягнення його … характеру». На думку Павла Парфентьева, Сем, як і Араґорн, робить єдино правильний вибір між «проходженням своєму обов'язку» і можливістю «залишитися з коханою».
Толкін писав:
```
Насправді мій Сем Грунич списаний з англійського солдата, з тих рядових і денщиків, яких я знав під час війни 1914 року, і яким сам я поступався настільки багато в чому.
```

```
- Карпентер, Х. Частина 2. Глава VIII. Загону більше немає // Джон Р. Р. Толкін. Біографія / Под ред. С. Лихачової; пер. з англ. А. Хромової - С. 132-133
```

У літературі, присвяченій Першій світовій війні, присутні приклади відданості денщиків — солдат, які були слугами офіцерів. Радісну реакцію Сема на обов'язок супроводжувати Фродо можна порівняти з ентузіазмом британських солдатів, що вирушають на війну і не усвідомлюють, що їх чекає.
Сем уособлює традиційний в європейській літературі «образ слуги». «Один з наймалоймовірніших кандидатів на героїзм» стає героєм завдяки вірності Фродо і виконання завдання. Марк Хукер стверджує про подібність Сема з Дживс Пелема Вудхауза і денщиками з творів Грема Сетона Хатчисона і Вільяма Ходжсона. Він також припускає, що підвищення соціального статусу Сема після Війни Персня повторює зміни в англійському суспільстві після Першої світової війни.
В есе «„Беовульф“: чудовиська і критики» Толкін пише про «північній теорії мужності» — поширений у давньоанглійській літературі і скандинавської міфології принцип вести боротьбу до кінця, попри повну відсутність надії здобути перемогу. Разом з цією теорією професор Лідського університету Томас Шиппі виділяє властиву гобітам «теорію сміху мужності» — здатність жартувати і не втрачати самовладання в безнадійній ситуації, яку з персонажів роману найбільш сильно проявляє Семвайз Грунич. Ця ідея присутня в спогадах учасників Першої світової війни, в тому числі в книзі Френка Річардса «Старі солдати не вмирають». Шиппі також зазначає, що в образі Сема представлена «славетна риса англо-гоббітського менталітету — нездатність помітити власну поразку».
Рішення Сема взяти Перстень після, на його думку, смерті Фродо розглядається як один з прикладів значущості вільного вибору в романі Дж. Р. Р. Толкіна. П. Парфентьєв відзначає смиренність Сема, яке пізніше допомогло йому добровільно відмовитися від Персня.
Дж. Р. Р. Толкін критикує Сема за епізод, де він своєю брутальністю обриває спробу каяття Ґолума, і називає цей момент «найтрагічнішим в Повісті», безпосередньо призводить до зради Ґолума. Він визначає проявилися в цій ситуації якості персонажа як «духовну короткозорість, собою вельми горду, самовдоволення … і самовпевненість і готовність все міряти і оцінювати, виходячи з обмеженого досвіду». Але згодом Сем втримався від бажання вбити зрадника, і в результаті Голлум зіграв істотну роль у знищенні Персня.

## Імена і титули
У Додатках до «Володаря Перснів» Толкін говорить про те, що «справжня», або вестронска, форма імені Сема — Баназір Гелбасі (англ. Banazîr Galbasi, також вимовлялося як Гелпсі (англ. Galpsi)). «Баназір» походить від елементів, що означають «недоумок» або «простак». «Гелбасі» — похідне від назви села Гелабас (англ. Galabas), яке, в свою чергу, складається з коренів galab — (в значенні «дичину», англ. Game) і bas — (відповідає англійському — wich або — wick в назвах населених пунктів, що означає «село»). У ролі «перекладача» Багряної Книги Толкін вигадав англійський переклад цього вестронського імені — Семвіз Ґеммідж (англ. Samwís Gamwich), яке перетворилося в Семвайз Ґемміджі (англ. Samwise Gammidgy), а в сучасній англійській набуло форми Семвайз Грунич.
На синдаріні його ім'я звучить як Пергаель (синд. Perhael, інший варіант — Бергаель (синд. Berhael)). Король Елесар в листі зазначає, що йому більше підійшло б ім'я Пантаель (синд. Panthael — «Повністю Розумний»), ніж Пергаель (синд. «Наполовину Розумний»). У чернетках останніх глав «Володаря Перснів», опублікованих Крістофером Толкіном, Ґандальф називає Сема Гартад Улуітіад (синд. Harthad Uluithiad — «Невичерпна Надія»).
Фродо захоплено називає Сема «Семвайзом Сміливим» (англ. Samwise the stouthearted). У додатку до «Володаря перснів» говориться, що в 7 році Ч. Е. (1427 р Л. Ш.) Сем був обраний мером міста Мічел Дельвінг і всього Ширу на вперше зі своїх семи послідовних термінів в перший раз. 14 року Ч. Е. (1434 р Л. Ш.) Елесар призначив його радником Північного Королівства. Автор присвоїв Сему і його нащадкам поширену в Англії прізвище Гарднер (англ. Gardner, від gardener — «садівник»).

## Концепція і створення
При написанні «Володаря Перснів» Семвайз Грунич спочатку був відсутній, але Крістофер Толкін знаходить деяку його схожість з Фродо Туком, раннім персонажем чернеток батька. Згодом Дж. Р. Р. Толкін написав на полях чернетки фразу «Sam Gamgee», а до пропозиції, де Бінґо (пізніше перейменований у Фродо Торбина) вирішує йти один, додані слова — «з Семом». В процесі роботи над романом автор називав Сема «головним героєм»] і «найбільш ретельно промальовані персонажем» твори.
Сему властиві якості, які відзначав Толкін в декількох есе по давньоанглійській поемі «Битва при Мелдоні». На концепцію персонажа також вплинуло творчість Вільяма Шекспіра. В одному з листів Толкін порівнює ставлення Сема до Ґолума зі ставленням Аріеля до Калібану в п'єсі «Буря». Фраза «І не скажу я -» кінчений День "" (англ. «I will not say the Day is done») в пісні Сема могла бути частково взята з п'єси Шекспіра "Антоній і Клеопатра " («The bright day is done»). Деякі дослідники вважають, що в ситуації, коли «натхненний згори» Сем перед боєм з Шелоб сказав молитву на незнайомою йому ельфійською мовою, виявляється відомий в християнській традиції дар говоріння на мовах.
Ім'я «Грунич» (англ. Gamgee) Толкін взяв з розмовника бірмінгемського слова, яке означає вату. Воно, в свою чергу, походить від «тканини Грунич» — хірургічної пов'язки, винайденої в XIX столітті бірмінгемським хірургом Семпсоном Грунич. Толкін спочатку використовував його як прізвисько для людини, який проживав в селі Ламорна-Коув (графство Корнуол, Англія):
```
Був там цікавий місцевий персонаж, старий, що бродив собі по окрузі, розносячи плітки, пророкуючи погоду тощо. Щоб розважити моїх дітей, я назвав його Старим Грунич ... Прізвище «Грунич» я вибрав насамперед для алітерації; але я її не придумав. Вона спливла з дитячих спогадів, як смішне слово або ім'я. Насправді, коли я був зовсім маленьким, так називали вату (в Бірмінгемі). (Звідси асоціації Грунич з котону). Про походження цього імені я нічого не знаю.
```

```
- Карпентер, Х. Лист № 257. До Крістоферу Бредертону // Джон Рональд Руел Толкін. Листи / Под ред. С. Таскаева; пер. з англ. С. Лихачової
```

13 березня 1956 року Толкін отримав лист від якогось Сема Грунич, який чув, що його ім'я згадувалося у «Володарі Перснів», але книгу не читав. 18 березня Толкін написав відповідь, де розповів відому йому історію прізвища, а згодом відправив Грунич три томи «Володаря Перснів» з автографами. До 1971 року Толкін простежив походження прізвища «Грунич» від більш ранньої англійської прізвища de Gamaches, яка, в свою чергу, походить з форм Gamages, de Gamagis і de Gemegis.

## Образ Семвайза Грунич в адаптаціях

### Зображення
Подорож Фродо і Сема стало основою для зображень різних художників. «Володар Перснів» ілюстрував Алан Лі, інші зображення створені Тедом Несмітом, Джоном Гоу і Анке Ейсманн.

### Кіно і радіо
У 1957 році американська компанія запропонувала Дж. Р. Р. Толкіну зняти мультфільм за «Володарем Перснів». Згідно зі сценарієм М. Г. Циммермана, Сем залишає Фродо з Шелоб і йде до Гори Фатуму один. Біля Саммат Наур на нього нападає Фродо і відбирає Перстень, а у Фродо його забирає Ґолум. Толкін розкритикував зміни сюжету книги, і в кінцевому підсумку проєкт не був реалізований. 1967 року також існував проєкт екранізації «Володаря перснів» за участю групи The Beatles, в якій роль Сема мав виконати Рінго Старр.
У анімаційної версії «Володаря Перснів» 1978 року Сема озвучував Майкл Скоулс, а для ротоскопіювання роль виконав Біллі Барті. У мультфільмі «Повернення короля» 1980 року персонаж був озвучений Родді Макдавелл. Білл Найі озвучив Сема в радіосеріалами BBC «Володар Перснів» 1981 року.
У кінотрилогії Пітера Джексона роль Сема зіграв Шон Астін. Для цієї ролі акторові знадобилося набрати 30 фунтів ваги (13,6 кг), щоб відповідати уявленню режисера про зовнішність персонажа.
На думку деяких критиків, в екранізації зрівняний статус Фродо і Сема, що негативно позначилося на зображенні стосунків «офіцера і деньщика». Одна з найзначніших змін сюжету книги відбувається в фільмі "Володар Перснів: Дві фортеці ", коли Фарамир вирішує відправити Перстень у Ґондор і бере гобітів з собою до обложеного Осґіліату. Після порятунку Фродо від назґулів Сем виголошує промову про героїв легенд, на тлі якої відбуваються події Битви при Горнбурзі і Падіння Ісенґарда. Фарамир під її впливом відпускає гобітів. Томас Шиппі вбачає тут можливу «демократизацію» сюжету, подібно впливу Піппіна на рішення ентів йти на Ісенґард. На думку Шиппі, Сем "став пророком, представником філософської основи фільму, і Фарамир, підслухавши розмову Сема з Фродо, змушений визнати це.
У подорожі гобітів з Ґолумом Джексон більше акцентує увагу на бажанні Ґолума роз'єднати Фродо і Сема — в результаті, в екранізації є епізод, в якому Фродо відправляє Сема додому. Попри це, Сем повертається і продовжує допомагати своєму панові.
Гру Астіна у фільмі «Володар Перснів: Повернення короля» високо оцінили критики. Згідно з результатами опитування на сайті IMDb, з акторського складу фільму Астін більше всіх заслужив номінацію на " Оскар ". Актор був нагороджений премією «Сатурн» і нагородами кінокритиків Лас-Вегаса і Сіетла. Журнал Entertainment Weekly розташував Сема Грунич на сьомому місці серед «найбільших напарників». Вебсайт UGO Networks заніс його до свого списку кращих героїв всіх часів.

### Комп'ютерні ігри
Одна з перших появ персонажа у комп'ютерних іграх відбувається в грі 2002 року The Fellowship of the Ring. За сюжетом гри Фродо починає подорож самостійно, а Сем приєднується до нього разом з Меррі та Піппіним на фермі Меґґота. У стратегії War of the Ring Сем бере участь тільки в місії «Лотлоріен».
У грі The Return of the King Сем є персонажем трьох рівнів, об'єднаних в сюжетну лінію «Шлях гобітів». У серії стратегій The Battle for Middle-earth у нього є в наявності здатності, характерні і для інших гобітів — ельфійські плащі та кидання каменів. У місії «Лігво Шелоб» Сем використовує предмети, які спочатку належать Фродо — кинджал Жало і фіал Галадріелі.
У грі «Володар Перснів Онлайн» Сема можна зустріти в Бекланді, Рівендолі та на кургані Керін Амрот в Лотлоріені. У Aragorn's Quest Семвайз Грунич, мер Ширу, виступає в ролі оповідача історії Арагорна і є неігровим персонажем. У грі передбачена можливість зіграти за його дітей, Еланор і Фродо. Сем з'являється у грі 2012 року Lego The Lord of the Rings.

### Пов'язана продукція
Статуетки Сема на основі образу в екранізації були виготовлені компаніями Weta Workshop, Games Workshop і Sideshow Collectibles. Продукція Weta Workshop включає бюст Сема і його статуетку з поні Біллом. Компанія Games Workshop випустила фігурки персонажа для настільної гри The Lord of the Rings Strategy Battle Game. Фігурка Сема є в наборі LEGO The Lord of the Rings.